# Alfred Frueh
Alfred Frueh, né en 1880 à Lima (Ohio), dans l'Ohio, et mort le 14 septembre 1968 à Sharon, dans le Connecticut, est un caricaturiste et illustrateur américain.
Il a étudié l'art à Paris avec Théophile Steinlen, Lucien Simon, Naudin et Henri Matisse. 
Il a été un collaborateur régulier du New Yorker de la création du magazine en 1925 jusqu'à 1962,.